# Făgetul Clujului
Făgetul Clujului (en català, la fageda de Cluj) és una àrea protegida d'interès nacional que correspon a la categoria IUCN IV (reserva natural mixta), situada al comtat de Cluj, al territori administratiu de Cluj-Napoca.
La reserva natural situada a la part sud de Cluj-Napoca té una superfície de 10 ha, i és una zona boscosa amb fagedes (Fagus sylvatica) i roures (Quercus petraea), barrejades amb roure (Quercus robur) i carpe (Carpinus betulus), amb una especial importància florística, faunística i paisatgística al comtat de Cluj.